# Castelldefels
Castelldefels – gmina w Hiszpanii, w prowincji Barcelona, w Katalonii, o powierzchni 12,81 km². W 2016 roku gmina liczyła 64 892 mieszkańców.